# 凹翅長腳螢金花蟲
凹翅長腳螢金花蟲（学名：Monolepta excavata）为金花蟲科長腳螢金花蟲屬下的一个种。